# Drahtseilbahn Erdmannsdorf–Augustusburg
| Wagen in der Ausweichstelle (2011) |                     |                                                        |                                                        |
| Streckenlänge: | 1,2398 km           |                                                        |                                                        |
| Spurweite: | 1000 mm (Meterspur) |                                                        |                                                        |
| Stromsystem: | 250 V =             |                                                        |                                                        |
| Maximale Neigung: | 201 ‰               |                                                        |                                                        |
| Streckengeschwindigkeit: | 10,8 km/h           |                                                        |                                                        |
| |                     |                                                        |                                                        |
| \| \| 1,24 \| Augustusburg Bergstation \| Augustusburg Bergstation \| \| \| \| größte Steigung \| \| \| \| \| Alaunbachbrücke \| \| \| \| 0,62 \| Abtsche Weiche \| Abtsche Weiche \| \| \| \| Stützmauer an ehem. Alaunbergwerk \| \| \| \| \| Einschnitt an ehem. Fußgängerbrücke \| \| \| \| 0,00 \| Erdmannsdorf Talstation \| Erdmannsdorf Talstation \| \| \| \| Erdmannsdorf-Augustusburg Anschluss an Zschopautalbahn \| \| |                     |                                                        |                                                        |
| Haltepunkt / Haltestelle Streckenanfang | 1,24                | Augustusburg Bergstation                               | Augustusburg Bergstation                               |
| Strecke geradeaus |                     | größte Steigung                                        | größte Steigung                                        |
| Brücke über Wasserlauf |                     | Alaunbachbrücke                                        | Alaunbachbrücke                                        |
| | 0,62                | Abtsche Weiche                                         | Abtsche Weiche                                         |
| |                     | Stützmauer an ehem. Alaunbergwerk                      |                                                        |
| |                     | Einschnitt an ehem. Fußgängerbrücke                    |                                                        |
| Haltepunkt / Haltestelle Streckenende | 0,00                | Erdmannsdorf Talstation                                | Erdmannsdorf Talstation                                |
| Haltepunkt / Haltestelle quer |                     | Erdmannsdorf-Augustusburg Anschluss an Zschopautalbahn | Erdmannsdorf-Augustusburg Anschluss an Zschopautalbahn |

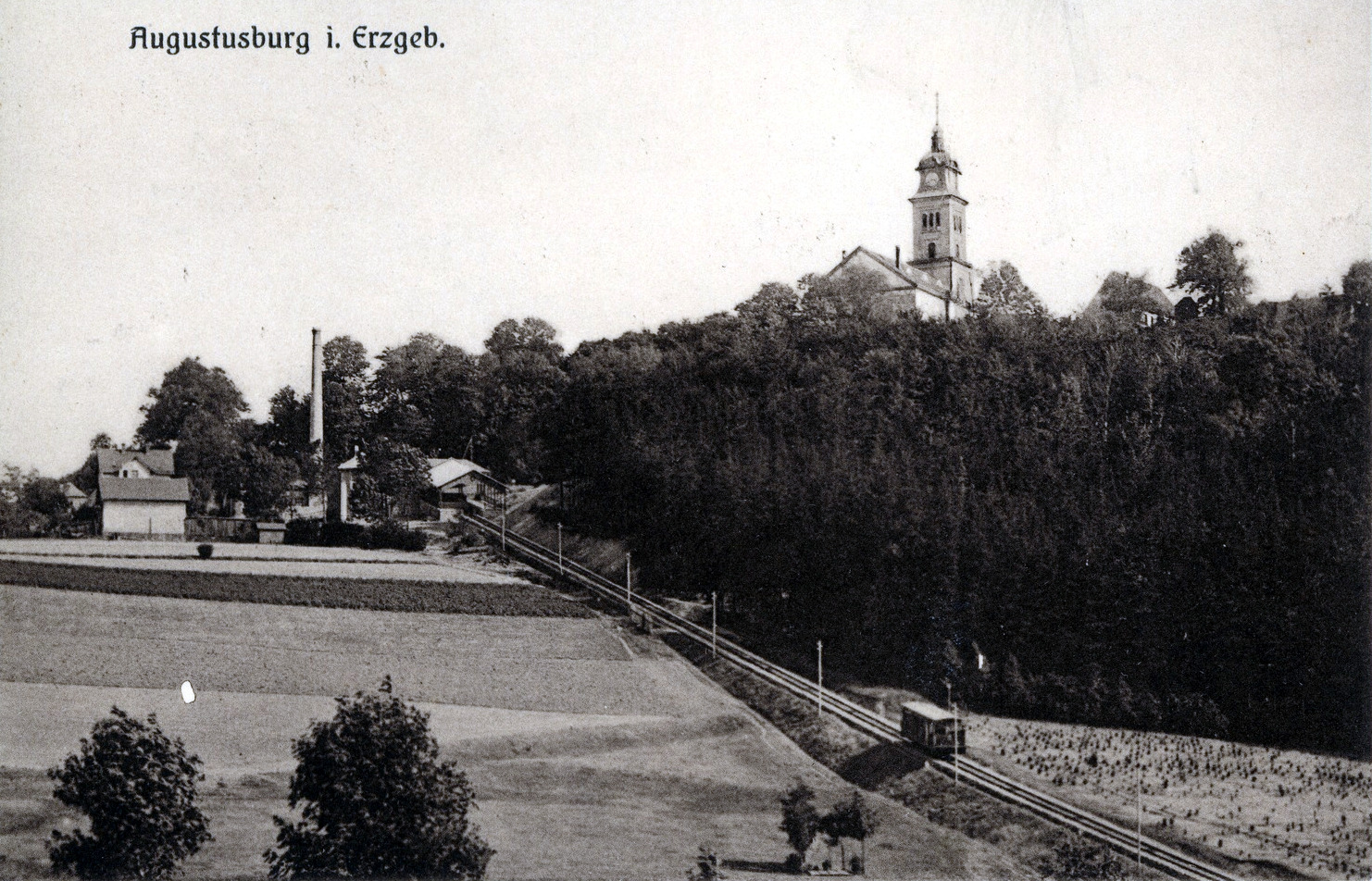
Augustusburg – Kirche und neue Drahtseilbahn in Betrieb, 1912

Die Drahtseilbahn Erdmannsdorf–Augustusburg ist eine Standseilbahn, die die Orte Erdmannsdorf im Zschopautal und Augustusburg etwa 15 km südöstlich von Chemnitz im Landkreis Mittelsachsen verbindet. Unweit der Bergstation befindet sich das Jagdschloss Augustusburg des Kurfürsten August von Sachsen. Wie bei Standseilbahnen üblich, fahren gleichzeitig zwei Wagen, die sich an einer Ausweichstelle (Abtsche Weiche) in der Mitte der Strecke begegnen.

## Technische Daten

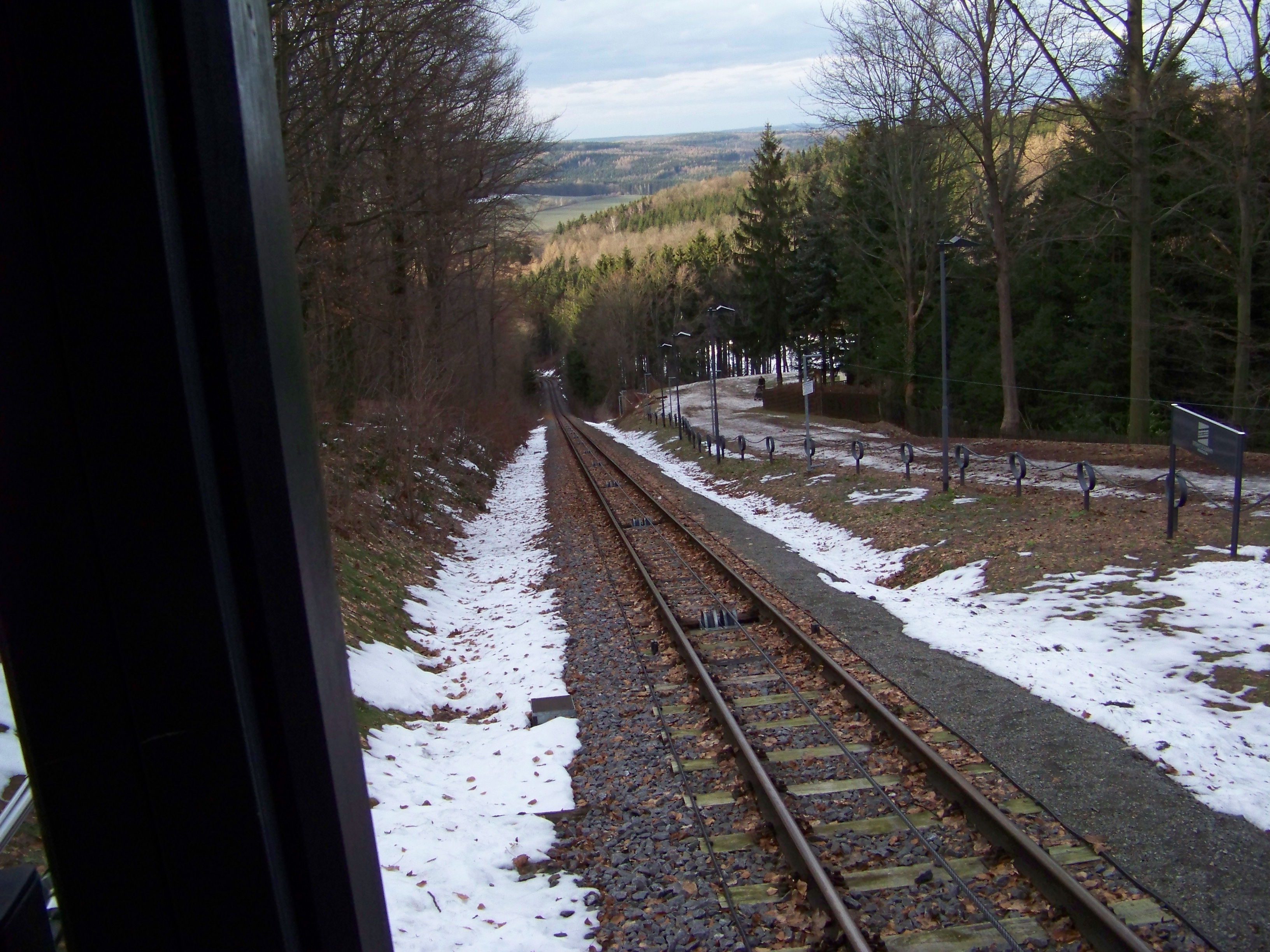
Blick von der Bergstation

Die Standseilbahn hat eine Länge von 1239,8 Metern und muss auf dieser Strecke einen Höhenunterschied von 168 Metern überwinden. Die Steigung beträgt durchschnittlich 13,5 Prozent; die maximale Steigung 20,14 Prozent. Dabei fährt sie konstant 3 m/s (ca. 11 km/h) auf einer Spurweite von 1000 mm. Die Fahrt dauert 8 Minuten. Die beiden Fahrzeuge wurden 1996 gebaut und verfügen bei einer Eigenmasse von 9 Tonnen über 36 Sitzplätze und 39 Stehplätze.

## Geschichte
1897 wurde beschlossen, die beiden Orte mittels einer Standseilbahn zu verbinden. Schwierigkeiten in Planung, Finanzen und Ausführung verzögerten die Fertigstellung der Bahn bis 1911. Die Eröffnungsfeier fand am 24. Juni im Beisein des Chemnitzer Kreishauptmanns Max Lossow statt. Durch Fehlplanungen mussten schon in den ersten Jahren Umbauten am Bahnkörper vorgenommen werden. Durch den wirtschaftlichen Niedergang nach dem Ersten Weltkrieg musste die Bahn 1923 drei Monate stillgelegt werden. Ende der 1920er Jahre wurden Wagen und Fördermaschine ausgewechselt.
Sie überstand den Zweiten Weltkrieg und wurde 1952 in der DDR zum Volkseigenen Betrieb umgewandelt. Von 1971 bis 1973 wurde die Standseilbahn grundlegend rekonstruiert. Nach der Wende ging sie an die kreiseigenen Verkehrsbetriebe. Kleinere Umbaumaßnahmen wurden Anfang der 1990er Jahre durchgeführt.
Da der Betrieb für den Landkreis Freiberg defizitär war, wurde die DB Erzgebirgsbahn 2005 im Auftrag des Zweckverbandes Verkehrsverbund Mittelsachsen Betreiber der Drahtseilbahn Augustusburg. 2006 wurde eine Rekonstruktion durchgeführt.
Am 24. Juni 2006 wurde die Drahtseilbahn mit dem unter dem Motto „Mensch gegen Maschine“ stattfindenden Drahtseilbahnlauf wiedereröffnet. Dabei traten die Läufer auf einer 1,5 km langen Strecke bergauf parallel zur Drahtseilbahn gegen sie an. Die Läufe finden seitdem jährlich im Juni statt.
Seit 1. Januar 2016 ist der Betreiber der Drahtseilbahn Augustusburg die Verkehrsverbund Mittelsachsen GmbH.

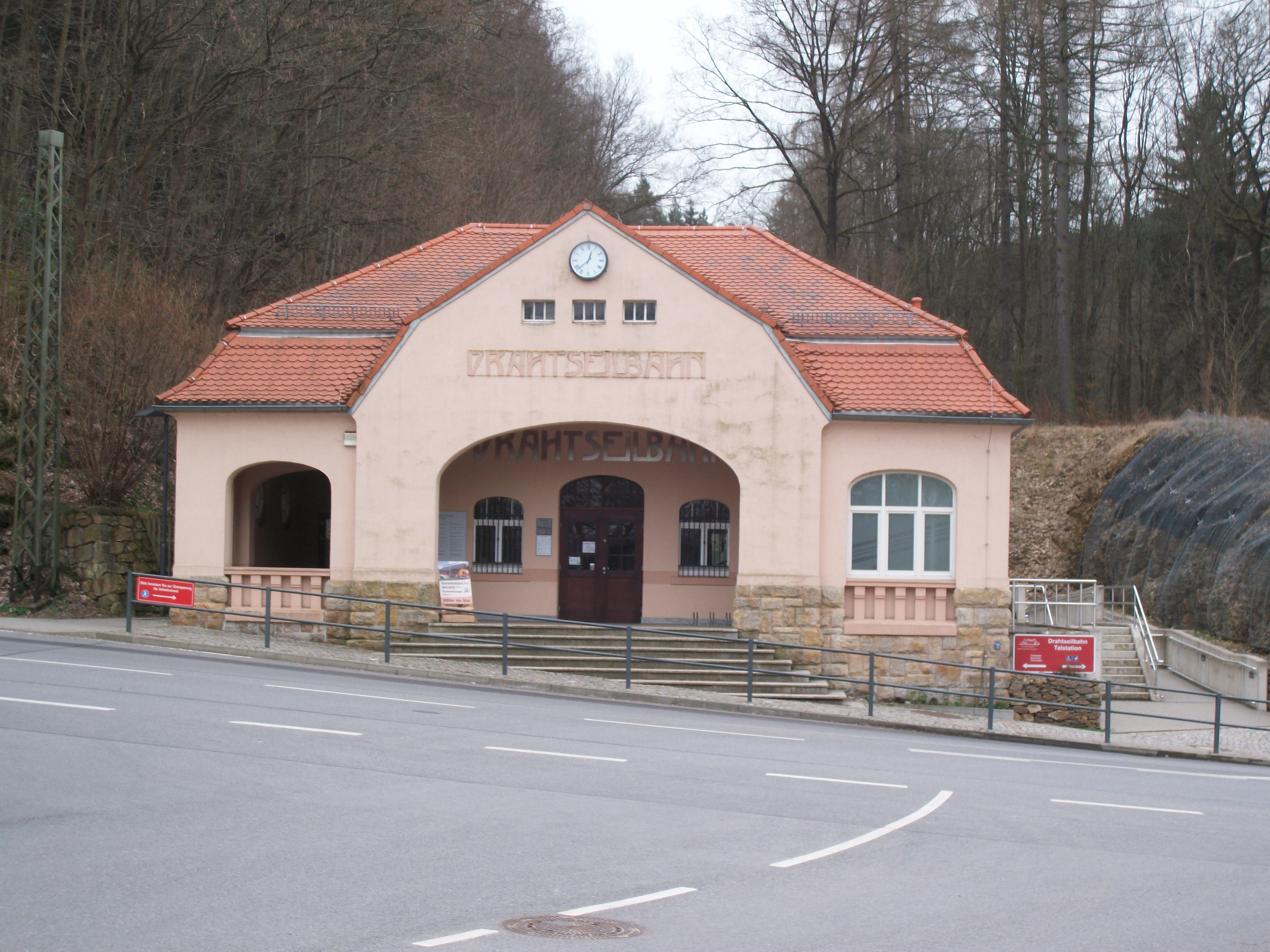
Gebäude der Talstation in Erdmannsdorf
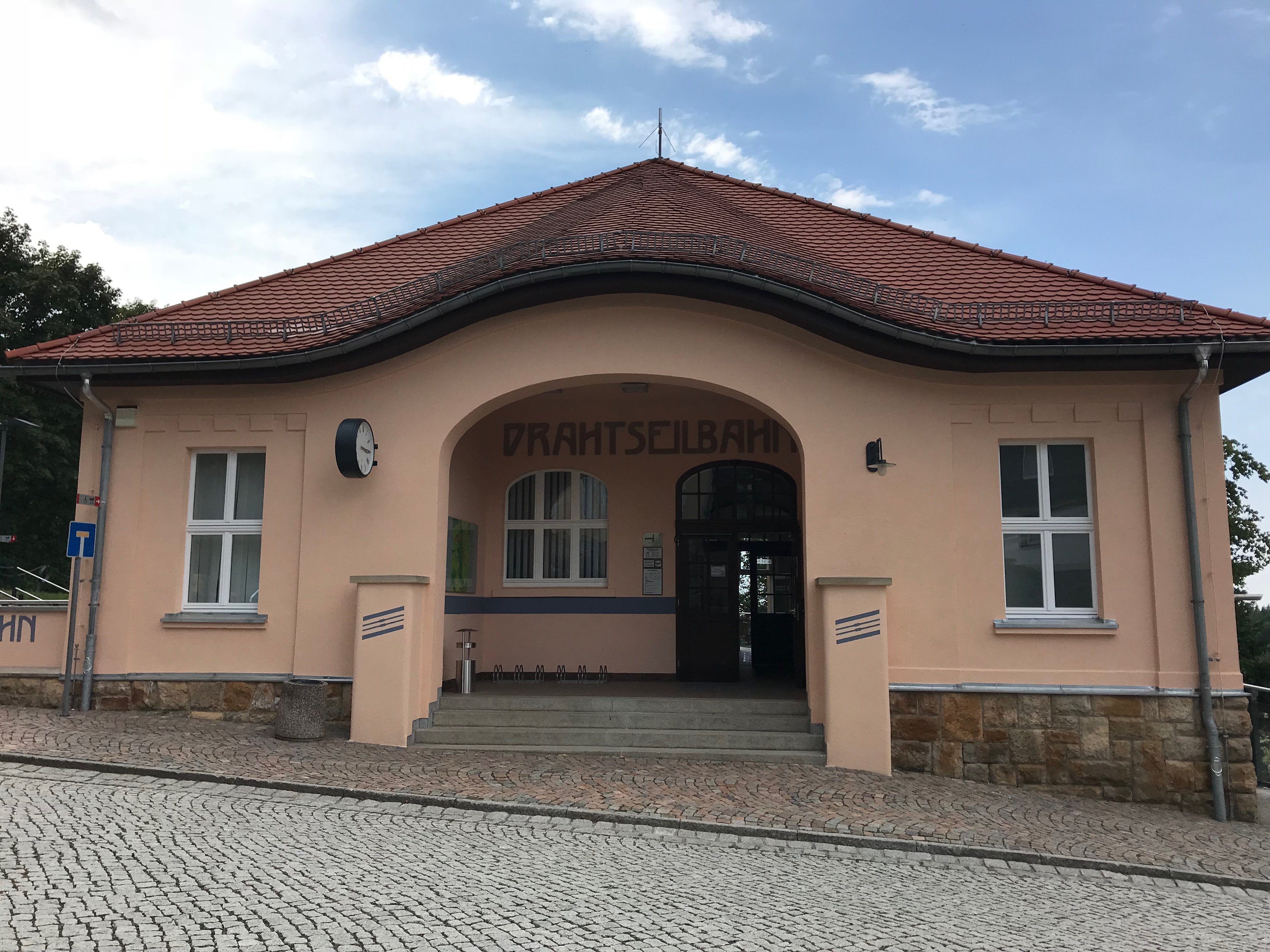
Gebäude der Bergstation in Augustusburg
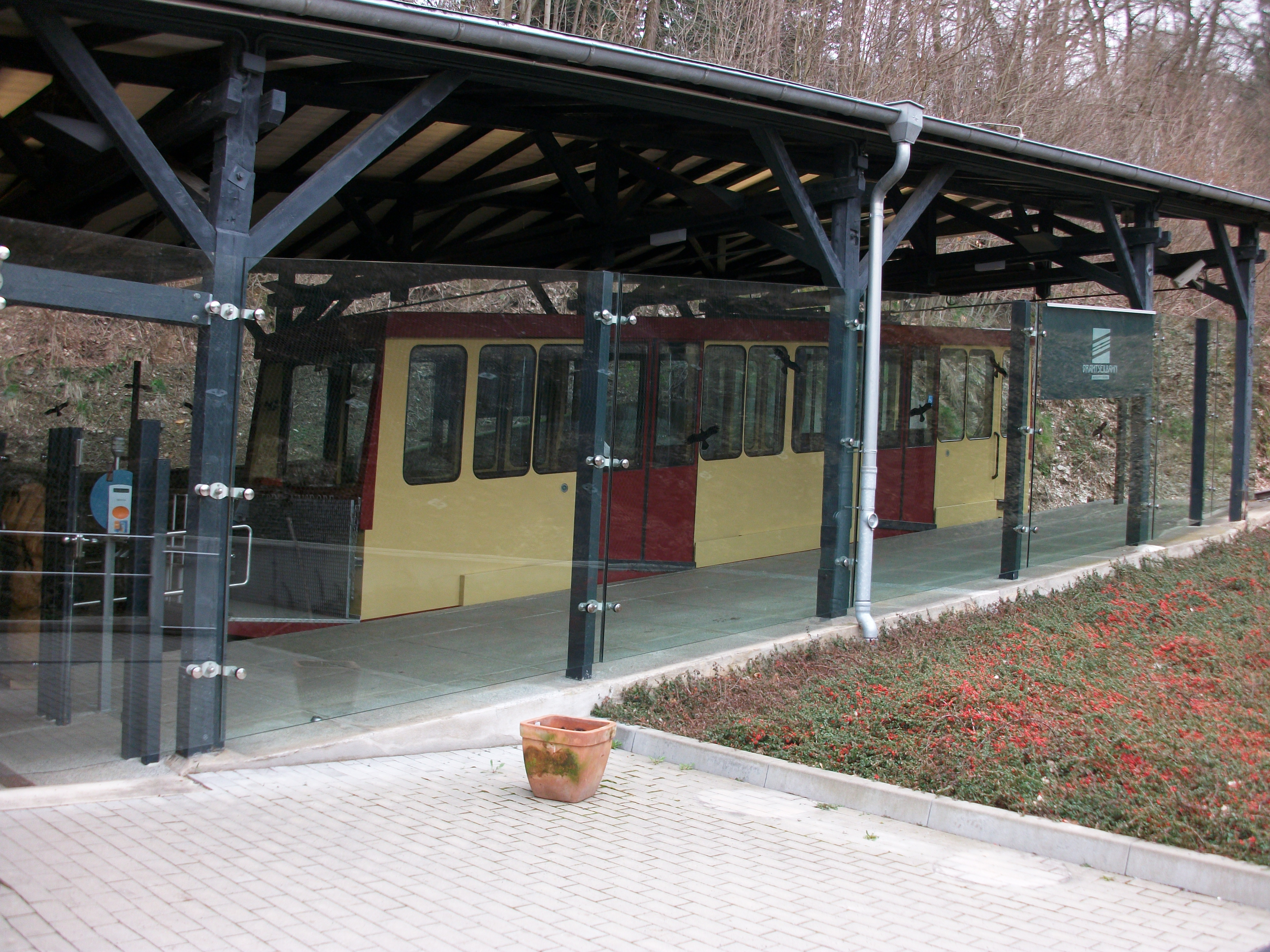
Fahrzeug in der Talstation
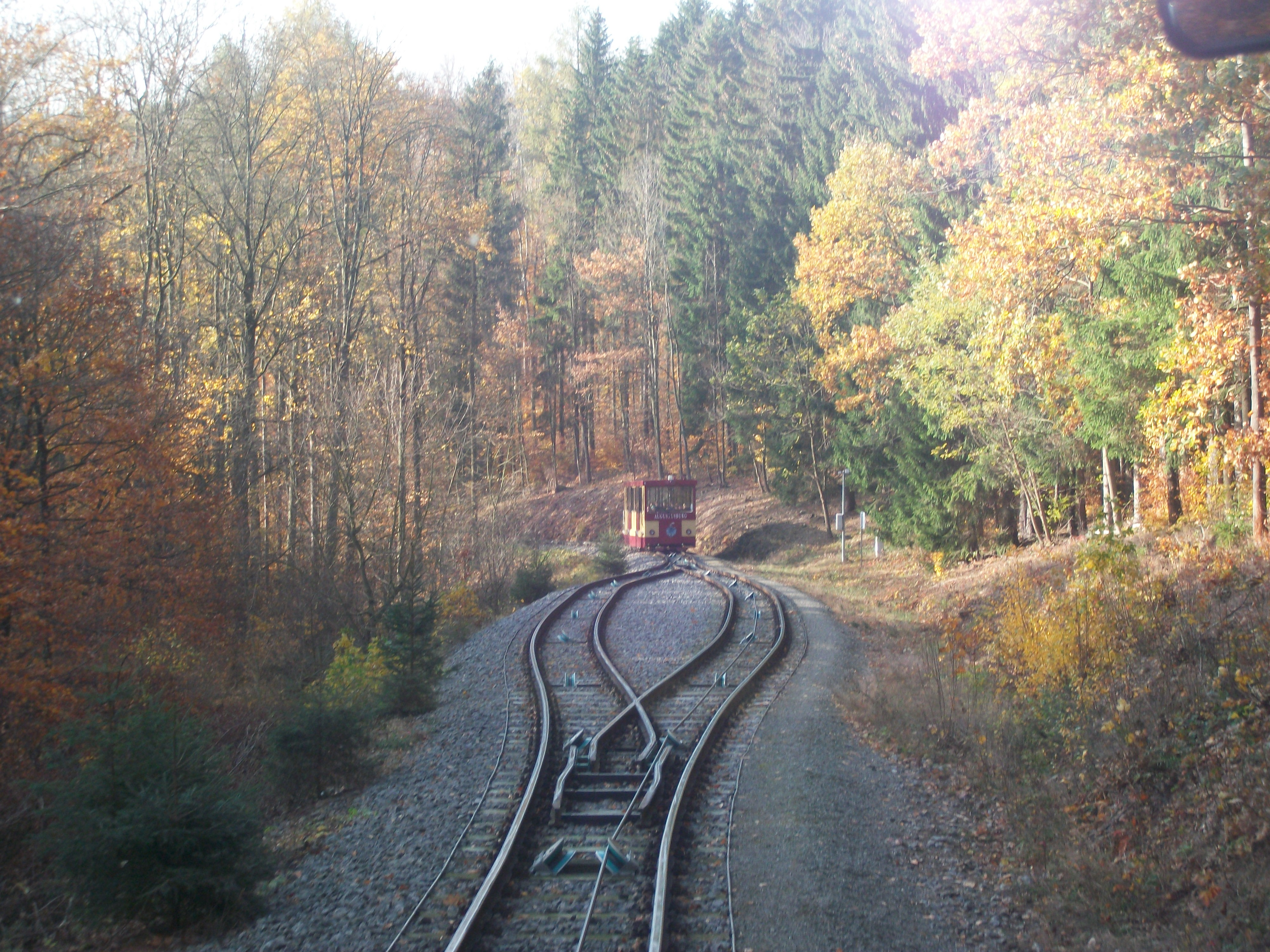
Abtsche Weiche